# 비키 루이스
비키 루이스(Vicki Lewis, 1960년 3월 17일 ~ )는 미국의 배우, 가수이다.

## 출연 작품

### 영화
- 너를 위하여 (1994, I'll Do Anything)
- 바이 바이 버디 (1995) - 텔레비전 영화
- 마우스 헌트 (1997)
- 고질라 (1998)
- 에어 콘트롤 (1999)
- 챔피언의 아침 (1999)
- 구피 무비 - X게임 대소동 (2000) - 애니메이션
- 니모를 찾아서 3D (2003) - 애니메이션
- California Dreaming (2007)
- 저스티스 리그: 더 뉴 프런티어 (2008) - 애니메이션
- 벤 10: 에일리언 스웜 (2009)
- 어글리 트루스 (2009)
- 원더우먼 (2009) - 애니메이션
- 알파 앤 오메가 (2010) - 애니메이션
- 톰과 제리: 사라진 드래곤 (2014) - 애니메이션
- 도리를 찾아서 (2016) - 애니메이션

### 텔레비전
- 사인펠드 (1994)
- 야! 러그래츠 (1997, 1999, 2001-03, 2005) - 애니메이션
- 유쾌한 서니 (2009-10)